# Puchar Króla (2014/2015)
Puchar Króla 2014/2015 – 111. edycja Pucharu Króla. Rozgrywki rozpoczęły się 3 września 2014 i zakończyły się finałem rozgrywanym na Camp Nou w Barcelonie 30 maja 2015. W finale spotkały się Athletic Bilbao i FC Barcelona. Obrońcą tytułu był Real Madryt.

## Zakwalifikowane drużyny
Poniższe drużyny zakwalifikowały się do udziału w Pucharze Króla 2014/2015:
20 drużyn z Primera División (2014/2015):
| - UD Almería - Athletic Bilbao - Atlético Madryt - FC Barcelona - Celta Vigo - Córdoba CF - Deportivo La Coruña - SD Eibar - Elche CF - RCD Espanyol | - Getafe CF - Granada CF - Levante UD - Málaga CF - Rayo Vallecano - Real Madryt - Real Sociedad - Sevilla FC - Valencia CF - Villarreal CF |

20 zespołów z Segunda División (2014/2015) (oprócz (FC Barcelona B i Real Madryt Castilla, ponieważ są to drużyny rezerw oraz oprócz Racingu Santander, który nie został dopuszczony do rozgrywek z powodu napiętej sytuacji w klubie):
| - Deportivo Alavés - Albacete Balompié - AD Alcorcón - Real Betis - Girona FC - Jaén - UD Las Palmas - CD Leganés - UE Llagostera - CD Lugo | - RCD Mallorca - Real Murcia - CD Numancia - CA Osasuna - SD Ponferradina - CE Sabadell - Sporting Gijón - Real Valladolid - CD Tenerife - Real Saragossa |

36 drużyn z Segunda División B (2014/2015): 5 najlepszych drużyn z każdej z 4 grup (bez drużyn rezerwowych), 5 z największą liczbą punktów z pozostałych zespołów rezerwowych (*), trzy drużyny, które spadły w sezonie 2013/14 z Segunda División i 12 zespołów zwycięzców grup Tercera División (2013/2014) (lub przynajmniej tych z największą liczbą punktów w ich grupie, ponieważ zespoły rezerwowe są wykluczone), które zostały awansowały do Segunda División B:
| - CD Alcoyano - Amorebieta - Atlético Astorga - Atlético Baleares - Real Avilés - Barakaldo - Cádiz CF - FC Cartagena - Cornellà - Eldense - Fuenlabrada - Gimnàstic Tarragona - CD Guadalajara - Guijuelo - Hércules CF - SD Huesca - Jaén - La Hoya Lorca | - Lealtad - Leioa - L’Hospitalet - Linense - Lleida Esportiu - Marbella - Marino Luanco - CD Mirandés - Real Oviedo - Racing de Ferrol - San Roque de Lepe - Sestao River - Somozas - CD Toledo - Trival Valderas - UCAM Murcia - CF Villanovense - Zamora |

7 drużyn z Tercera División (2014/2015). Zespoły, które zakwalifikowały się, to 6 z 18 zespołów, którzy nie awansowały do Segunda División B (lub przynajmniej tych z największą liczbą punktów w swojej grupie, ponieważ wykluczono zespoły rezerwowe):
| - Atlético Granadilla - Gimnástica Torrelavega - Izarra - Peña Deportiva | - Puertollano - Teruel - Varea |

## 1/16 finału
Pierwsze mecze rozgrywane były pomiędzy 29 października a 5 grudnia 2014 roku, natomiast rewanże pomiędzy 2 a 18 grudnia 2014 roku.
| Drużyna 1                            | Wynik dwumeczu | Drużyna 2       | Pierwszy mecz | Drugi mecz |
| ------------------------------------ | -------------- | --------------- | ------------- | ---------- |
| Cornellà                             | 1:9            | Real Madryt     | 1:4           | 0:5        |
| CE Sabadell                          | 2:11           | Sevilla FC      | 1:6           | 1:5        |
| CD Alcoyano                          | 1:2            | Athletic Bilbao | 1:1           | 0:1        |
| Deportivo Alavés                     | 0:3            | RCD Espanyol    | 0:2           | 0:1        |
| UD Las Palmas                        | 3:4            | Celta Vigo      | 2:1           | 1:3        |
| Real Valladolid                      | 0:1            | Elche CF        | 0:0           | 0:1        |
| L’Hospitalet                         | 2:5            | Atlético Madryt | 0:3           | 2:2        |
| Deportivo La Coruña                  | 2:5            | Málaga CF       | 1:1           | 1:4        |
| Granada CF                           | 2:1            | Córdoba CF      | 1:0           | 1:1        |
| SD Huesca                            | 1:12           | FC Barcelona    | 0:4           | 1:8        |
| Cádiz CF                             | 1:5            | Villarreal CF   | 1:2           | 0:3        |
| Real Oviedo                          | 0:2            | Real Sociedad   | 0:0           | 0:2        |
| Rayo Vallecano                       | 5:6            | Valencia CF     | 1:2           | 4:4        |
| Albacete Balompié                    | 1:1 (br. wyj.) | Levante UD      | 1:1           | 0:0        |
| Getafe CF                            | 5:1            | SD Eibar        | 3:0           | 2:1        |
| Real Betis                           | 4:6            | UD Almería      | 3:4           | 1:2        |
| Po lewej gospodarz pierwszego meczu. |                |                 |               |            |

## 1/8 finału
Pierwsze mecze rozgrywane były pomiędzy 6 a 8 stycznia 2015 roku, natomiast rewanże pomiędzy 13 a 15 stycznia 2015 roku.
| Drużyna 1                            | Wynik dwumeczu | Drużyna 2       | Pierwszy mecz | Drugi mecz |
| ------------------------------------ | -------------- | --------------- | ------------- | ---------- |
| Celta Vigo                           | 4:4 (br. wyj.) | Athletic Bilbao | 2:4           | 2:0        |
| Málaga CF                            | 4:3            | Levante UD      | 2:0           | 2:3        |
| Villarreal CF                        | 3:2            | Real Sociedad   | 1:0           | 2:2        |
| Atlético Madryt                      | 4:2            | Real Madryt     | 2:0           | 2:2        |
| Valencia CF                          | 2:3            | RCD Espanyol    | 2:1           | 0:2        |
| UD Almería                           | 1:2            | Getafe CF       | 1:1           | 0:1        |
| Granada CF                           | 1:6            | Sevilla FC      | 1:2           | 0:4        |
| FC Barcelona                         | 9:0            | Elche CF        | 5:0           | 4:0        |
| Po lewej gospodarz pierwszego meczu. |                |                 |               |            |

### Pierwsze mecze
| 6 stycznia 2015 17:00 CET | Celta Vigo · López 11' · Charles 54' | 2:4(1:2)Raport | Athletic Bilbao · 5' San José · 15', 87' (k.) Aduriz · 61' Susaeta | Estadio Balaídos, Vigo Widzów: 14 929 Sędzia: Pedro Pérez Montero |
|                           |                                      |                |                                                                    |                                                                   |

| 6 stycznia 2015 19:00 CET | Málaga CF · Juanpi 16' · Horta 78' | 2:0(1:0)Raport | Levante UD | Estadio La Rosaleda, Malaga Widzów: 12 000 Sędzia: Alejandro Hernández Hernández |
|                           |                                    |                |            |                                                                                  |

| 7 stycznia 2015 20:00 CET | Villarreal CF · Czeryszew 71' | 1:0(0:0)Raport | Real Sociedad | El Madrigal, Villarreal Widzów: 10 800 Sędzia: Jesús Gil Manzano |
|                           |                               |                |               |                                                                  |

| 7 stycznia 2015 21:00 CET | Atlético Madryt · García 58' (k.) · Giménez 77' | 2:0(0:0)Raport | Real Madryt | Estadio Vicente Calderón, Madryt Widzów: 51 000 Sędzia: Carlos Clos Gómez |
|                           |                                                 |                |             |                                                                           |

| 7 stycznia 2015 22:00 CET | Valencia CF · Gayà 11' · Negredo 86' (k.) | 2:1(1:0)Raport | RCD Espanyol · 60' Stuani | Estadio Mestalla, Walencja Widzów: 35 000 Sędzia: Alberto Undiano Mallenco |
|                           |                                           |                |                           |                                                                            |

| 7 stycznia 2015 22:00 CET | UD Almería · Verza 59' (k.) | 1:1(0:1)Raport | Getafe CF · 21' (sam.) Verza | Estadio de los Juegos Mediterráneos, Almería Widzów: 3196 Sędzia: José Luis González González |
|                           |                             |                |                              |                                                                                               |

| 8 stycznia 2015 20:00 CET | Granada CF · Bangoura 90+3' | 1:2(0:1)Raport | Sevilla FC · 31' Deulofeu · 53' Gameiro | Estadio Nuevo Los Cármenes, Grenada Widzów: 11 701 Sędzia: Antonio Mateu Lahoz |
|                           |                             |                |                                         |                                                                                |

| 8 stycznia 2015 22:00 CET | FC Barcelona · Neymar 35', 60' · Suárez 40' · Messi 46' (k.) · Alba 56' | 5:0(2:0)Raport | Elche CF | Camp Nou, Barcelona Widzów: 27 099 Sędzia: David Fernández Borbalán |
|                           |                                                                         |                |          |                                                                     |

### Rewanże
| 13 stycznia 2015 20:00 CET | RCD Espanyol · Caicedo 79', 89' | 2:0(0:0)Raport | Valencia CF | Estadi Cornellà-El Prat, Barcelona Widzów: 16 950 Sędzia: Ignacio Iglesias Villanueva |
|                            |                                 |                |             |                                                                                       |

| 13 stycznia 2015 22:00 CET | Levante UD · Barral 71', 74' · Juanfran 85' | 3:2(0:2)Raport | Málaga CF · 22' Horta · 38' Recio | Estadio Ciudad de Valencia, Walencja Widzów: 4000 Sędzia: José Luis González González |
|                            |                                             |                |                                   |                                                                                       |

| 14 stycznia 2015 20:00 CET | Real Sociedad · Vela 45' · Granero 74' | 2:2(1:1)Raport | Villarreal CF · 27' Moreno · 73' G. dos Santos | Estadio Anoeta, San Sebastián Widzów: 17 066 Sędzia: Carlos Velasco Carballo |
|                            |                                        |                |                                                |                                                                              |

| 14 stycznia 2015 20:00 CET | Athletic Bilbao | 0:2(0:0)Raport | Celta Vigo · 50' (sam.) Etxeita · 61' Orellana | San Mamés, Bilbao Widzów: 25 000 Sędzia: Juan Martínez Munuera |
|                            |                 |                |                                                |                                                                |

| 14 stycznia 2015 20:00 CET | Getafe CF · Vázquez 76' | 1:0(0:0)Raport | UD Almería | Coliseum Alfonso Pérez, Getafe Widzów: 3000 Sędzia: Alfonso Álvarez Izquierdo |
|                            |                         |                |            |                                                                               |

| 14 stycznia 2015 22:00 CET | Sevilla FC · Gameiro 18', 55' · Aspas 27' · Suárez 64' | 4:0(3:0)Raport | Granada CF | Estadio Ramón Sánchez Pizjuán, Sewilla Widzów: 14 104 Sędzia: Carlos Clos Gómez |
|                            |                                                        |                |            |                                                                                 |

| 15 stycznia 2015 20:00 CET | Real Madryt · Ramos 20' · Ronaldo 54' | 2:2(1:1)Raport | Atlético Madryt · 1', 46' Torres | Estadio Santiago Bernabéu, Madryt Widzów: 84 500 Sędzia: Antonio Mateu Lahoz |
|                            |                                       |                |                                  |                                                                              |

| 15 stycznia 2015 22:00 CET | Elche CF | 0:4(0:3)Raport | FC Barcelona · 21' Mathieu · 40' Roberto · 43' (k.) Pedro · 90+2' Adriano | Estadio Manuel Martínez Valero, Elche Widzów: 13 446 Sędzia: Santiago Jaime Latre |
|                            |          |                |                                                                           |                                                                                   |

## 1/4 finału
Pierwsze mecze rozgrywane były 21 i 22 stycznia 2015 roku, natomiast rewanże 28 i 29 stycznia 2015 roku.
| Drużyna 1                            | Wynik dwumeczu | Drużyna 2       | Pierwszy mecz | Drugi mecz |
| ------------------------------------ | -------------- | --------------- | ------------- | ---------- |
| Villarreal CF                        | 2:0            | Getafe CF       | 1:0           | 1:0        |
| Málaga CF                            | 0:1            | Athletic Bilbao | 0:0           | 0:1        |
| FC Barcelona                         | 4:2            | Atlético Madryt | 1:0           | 3:2        |
| RCD Espanyol                         | 3:2            | Sevilla FC      | 3:1           | 0:1        |
| Po lewej gospodarz pierwszego meczu. |                |                 |               |            |

### Pierwsze mecze
| 21 stycznia 2015 20:00 CET | Villarreal CF · Soriano 85' | 1:0(0:0)Raport | Getafe CF | El Madrigal, Villarreal Widzów: 14 000 Sędzia: Alejandro Hernández Hernández |
|                            |                             |                |           |                                                                              |

| 21 stycznia 2015 22:00 CET | Málaga CF | 0:0(0:0)Raport | Athletic Bilbao | Estadio La Rosaleda, Malaga Widzów: 22 000 Sędzia: Eduardo Prieto Iglesias |
|                            |           |                |                 |                                                                            |

| 21 stycznia 2015 22:00 CET | FC Barcelona · Messi 85' | 1:0(0:0)Raport | Atlético Madryt | Camp Nou, Barcelona Widzów: 62 225 Sędzia: José Luis González González |
|                            |                          |                |                 |                                                                        |

| 22 stycznia 2015 22:00 CET | RCD Espanyol · Caicedo 18' · García 74' (k.) · Vázquez 81' | 3:1(1:0)Raport | Sevilla FC · 90+1' Bacca | Estadi Cornellà-El Prat, Barcelona Widzów: 14 838 Sędzia: Jesús Gil Manzano |
|                            |                                                            |                |                          |                                                                             |

### Rewanże
| 28 stycznia 2015 21:00 CET | Atlético Madryt · Torres 1' · García 30' (k.) | 2:3(0:0)Raport | FC Barcelona · 9', 41' Neymar · 38' (sam.) Miranda | Estadio Vicente Calderón, Madryt Widzów: 54 851 Sędzia: Jesús Gil Manzano |
|                            |                                               |                |                                                    |                                                                           |

| 29 stycznia 2015 20:00 CET | Getafe CF | 0:1(0:0)Raport | Villarreal CF · 79' Moreno | Coliseum Alfonso Pérez, Getafe Widzów: 9000 Sędzia: Fernando Teixeira Vitienes |
|                            |           |                |                            |                                                                                |

| 29 stycznia 2015 22:00 CET | Athletic Bilbao · Aduriz 48' | 1:0(0:0)Raport | Málaga CF | San Mamés, Bilbao Widzów: 36 000 Sędzia: Carlos Velasco Carballo |
|                            |                              |                |           |                                                                  |

| 29 stycznia 2015 22:00 CET | Sevilla FC · Figueiras 88' | 1:0(0:0)Raport | RCD Espanyol | Estadio Ramón Sánchez Pizjuán, Sewilla Widzów: 39 055 Sędzia: Juan Martínez Munuera |
|                            |                            |                |              |                                                                                     |

## 1/2 finału
Pierwsze mecze rozgrywane były 11 lutego 2015 roku, natomiast rewanże 4 marca 2015 roku.
| Drużyna 1                            | Wynik dwumeczu | Drużyna 2     | Pierwszy mecz | Drugi mecz |
| ------------------------------------ | -------------- | ------------- | ------------- | ---------- |
| FC Barcelona                         | 6:2            | Villarreal CF | 3:1           | 3:1        |
| Athletic Bilbao                      | 3:1            | RCD Espanyol  | 1:1           | 2:0        |
| Po lewej gospodarz pierwszego meczu. |                |               |               |            |

### Pierwsze mecze
| 11 lutego 2015 20:00 CET | FC Barcelona · Messi 41' · Iniesta 49' · Piqué 64' | 3:1(0:0)Raport | Villarreal CF · 48' Trigueros | Camp Nou, Barcelona Widzów: 57 378 Sędzia: Alejandro Hernández Hernández |
|                          |                                                    |                |                               |                                                                          |

| 11 lutego 2015 22:00 CET | Athletic Bilbao · Aduriz 11' | 1:1(1:1)Raport | RCD Espanyol · 35' Sánchez | San Mamés, Bilbao Widzów: 26 000 Sędzia: Carlos del Cerro Grande |
|                          |                              |                |                            |                                                                  |

### Rewanże
| 4 marca 2015 20:00 CET | Villarreal CF · J. dos Santos 39' | 1:3(0:0)Raport | FC Barcelona · 3', 88' Neymar · 73' Suárez | El Madrigal, Villarreal Widzów: 23 500 Sędzia: David Fernández Borbalán |
|                        |                                   |                |                                            |                                                                         |

| 4 marca 2015 22:00 CET | RCD Espanyol | 0:2(0:2)Raport | Athletic Bilbao · 12' Aduriz · 41' Etxeita | Estadi Cornellà-El Prat, Barcelona Widzów: 34 831 Sędzia: Juan Martínez Munuera |
|                        |              |                |                                            |                                                                                 |

## Finał
| 30 maja 2015 21:30 CET | Athletic Bilbao · Williams 79' | 1:3(0:2)Raport | FC Barcelona · 20', 74' Messi · 36' Neymar | Camp Nou, Barcelona Widzów: 99 354 Sędzia: Carlos Velasco Carballo |
|                        |                                |                |                                            |                                                                    |

| Athletic Bilbao | FC Barcelona |

|                  | 13 | Iago Herrerín     |     |     |
|                  | 12 | Unai Bustinza     |     |     |
|                  | 16 | Xabier Etxeita    |     |     |
|                  | 4  | Aymeric Laporte   |     |     |
|                  | 24 | Mikel Balenziaga  | 58' |     |
|                  | 6  | Mikel San José    |     |     |
|                  | 7  | Beñat Etxebarria  |     | 75' |
|                  | 15 | Andoni Iraola (c) | 43' | 58' |
|                  | 17 | Mikel Rico        |     | 74' |
|                  | 30 | Iñaki Williams    | 67' |     |
|                  | 20 | Aritz Aduriz      |     |     |
| Zmiany:          |    |                   |     |     |
|                  | 1  | Gorka Iraizoz     |     |     |
|                  | 8  | Ander Iturraspe   | 87' | 74' |
|                  | 9  | Kike Sola         |     |     |
|                  | 11 | Ibai Gómez        |     | 75' |
|                  | 14 | Markel Susaeta    |     | 58' |
|                  | 18 | Carlos Gurpegi    |     |     |
|                  | 23 | Ager Aketxe       |     |     |
| Trener:          |    |                   |     |     |
| Ernesto Valverde |    |                   |     |     |

|              | 1  | Marc-André ter Stegen |     |     |
|              | 22 | Dani Alves            |     |     |
|              | 3  | Gerard Piqué          | 42' |     |
|              | 14 | Javier Mascherano     |     |     |
|              | 18 | Jordi Alba            |     | 77' |
|              | 4  | Ivan Rakitić          |     |     |
|              | 5  | Sergio Busquets       | 90' |     |
|              | 8  | Andrés Iniesta (c)    |     | 56' |
|              | 10 | Lionel Messi          |     |     |
|              | 9  | Luis Suárez           |     | 78' |
|              | 11 | Neymar                | 88' |     |
| Zmiany:      |    |                       |     |     |
|              | 13 | Claudio Bravo         |     |     |
|              | 6  | Xavi                  |     | 56' |
|              | 7  | Pedro Rodríguez       |     | 78' |
|              | 12 | Rafinha               |     |     |
|              | 15 | Marc Bartra           |     |     |
|              | 21 | Adriano               |     |     |
|              | 24 | Jérémy Mathieu        |     | 77' |
| Trener:      |    |                       |     |     |
| Luis Enrique |    |                       |     |     |

| Puchar Króla 2014–15 Zwycięzcy |
| ------------------------------ |
| FC Barcelona 27. Tytuł         |

## Strzelcy
| Zawodnik         | Liczba goli | Drużyna         |
| ---------------- | ----------- | --------------- |
| Neymar           | 7           | FC Barcelona    |
| Iago Aspas       | 7           | Sevilla FC      |
| Aritz Aduriz     | 5           | Athletic Bilbao |
| Kévin Gameiro    | 5           | Sevilla FC      |
| Lionel Messi     | 5           | FC Barcelona    |
| Gerard Moreno    | 5           | Villarreal CF   |
| Pedro Rodríguez  | 5           | FC Barcelona    |
| Paco Alcácer     | 3           | Valencia CF     |
| Rubén Alcaraz    | 3           | L’Hospitalet    |
| Felipe Caicedo   | 3           | RCD Espanyol    |
| Andrés Iniesta   | 3           | FC Barcelona    |
| Cristhian Stuani | 3           | RCD Espanyol    |
| Fernando Torres  | 3           | Atlético Madryt |
| Urko Vera        | 3           | CD Mirandés     |